# رفيس
الرفيس هو طبق حلو تقليدي من الجزائر  مصنوع من الخبز المسطح المفتت، المسمى بالمبسس، أو المعجنات المنتفخة المستخدمة في تحضير المسمن.

## علم أصول الكلمات
الرفيس أو الرفيسة مصطلح من أصل عربي مشتق من «رَفَسَ الخُبْزَ : فَتَّتَهُ أَطْرافاً صَغيرَةً»،   ورَفَس اللحم وغيره من الطعام رفسا : دقه، وقيل : كل دق رفس، والاسم الرفاس والرفيس والرفوس.  لذلك فإن الرفيس تعني «كعكة مطحونة». يذكره مالك بن نبي في كتابه مذكرات شاهد القرن أنه حلوى تبسية.

## الاستهلاك
يُستهلك الرفيس في المناسبات الكبرى مثل عيد الفطر والأعراس والمواليد. يُقدم حلوًى في نهاية الوجبة، وغالبًا ما يكون مصحوبًا باللبن. ويُستهلك أيضًا خلال شهر رمضان المبارك في مدن شرق الجزائر مثل قسنطينة، بجاية، جيجل، سكيكدة، عنابة وسطيف. وفي بعض المناطق يُعد الرفيس احتفالاً بقدوم الربيع كما هو معتاد بين الشاوية.

## التحضير
أشهر أنواع الرفيس هو ذاك المحضّر من المبسس، وهي كسرة تُعدّ من عجينة سميد مفروكة، تُطهى في الفرن أو على الطاجين حسب المناطق، ثم تُفتّت وتُبخَّر وتُسقى عادةً بشراب مكوَّن من الحليب وماء الزهر والزبدة المذابة والعسل. وعند التقديم، يُزيَّن الطبق بالمكسّرات، والسكر الناعم، وبراعم الورد. ويُقدَّم ساخنًا أو باردًا.

## المتغيرات
الرفيس هو تسمية عامة تشمل عدة أنواع من الأطباق الحلوة التي يجمع بينها أنها تُحضَّر إما من عجينة مبسّسة (المبسس)، أو من السميد المحمّص، أو من عجينة مورّقة (عجينة الفطائر الرقيقة)، وتُقدَّم حلوة بإضافة العسل أو السكر الناعم.
ومن بين أشهر أنواعه نذكر:
- رفيس السميد [َFr 6] أو الرفيس التونسي:[َAr 7] هو طبق حلو من شرق الجزائر. يُحضَّر من السميد المحمّص ومعجون التمر (المعروف بالغرس). يُسكب السميد المحمّص وهو لا يزال ساخنًا فوق معجون التمر، مما يسهل عملية العجن، ثم يُضاف الزبدة المذابة الساخنة. يُقدَّم الرفيس على شكل كرات صغيرة (تُسمى "كعبوش") أو يُشكَّل على هيئة قرص يُقطَّع إلى قطع صغيرة على شكل مُعيَّن. ويُقدَّم هذا النوع من الرفيس أيضًا في منطقة القبائل. [َFr 7]
- الرفيس القسنطيني:[َAr 8] هو طبق يُقدَّم في المناسبات والاحتفالات في قسنطينة والمدن الأخرى بشرق الجزائر التي تأثرت بالمطبخ القسنطيني.[َFr 8] يُنخل السميد ثم يُحوَّل إلى عجينة بإضافة الماء والملح، وتُفرد لتشكيل قرص يُخبَز في الفرن. بعد ذلك، يُطحن بواسطة هاون ومدقة، ثم يُبخَّر في الكُسكاس.[َFr 4] ي يُرشّ عليه ماء زهر البرتقال، ثم يُسقى بشراب مكوَّن من الزبدة والعسل حتى يمتصه السميد؛ وتُزَيَّن الوجبة في النهاية بالسكر الناعم والفواكه الجافة ومكعبات صغيرة من الزبدة.[َFr 4]
- رفيس رانة: هو نوع يُعتَبَر فخمًا من الرفيس القسنطيني.[َFr 9]  في الوصفة الأصلية، يُستَخدَم ماء الورد بدلًا من ماء زهر البرتقال.
- الرفيس الزيراوي[َAr 7]: هو طبق تقليدي من المطبخ الشاوي.[َFr 10]  يُحضَّر باستخدام معجون التمر (الغرس). بعد الطهي، تمرّ عجينة الشخشوخة عبر منخل خاص للحصول على قطع صغيرة تُخلط مع معجون التمر، ويُطهى المزيج على البخار ثم يُسقى بخليط من العسل والزبدة المذابة. وهناك نوع آخر يُسمى "رفيس الكسرة"، معروف في باتنة، حيث تُستَخدم كسرة مطبوخة ومطحونة بدلًا من قطع الشخشوخة الصغيرة. يُقدَّم هذا الطبق خاصةً للضيوف في مناسبات الختان. يوجد نفس الطبق في واد ميزاب يُستهلك عادة خلال الاحتفال برأس السنة الأمازيغية.[4]
- الرفيس النايلي: هو نوع خاص بأولاد نايل، يُحضَّر في مدن وواحات الجلفة وبوسعادة والمسيلة، ويستخدم كمية كبيرة من معجون التمر كما في الرفيس الزيراوي. تُطهى الكسرة على الطاجين، ثم تُطحن في هاون وتُخلط بمعجون التمر وزبدة الغنم. وغالبًا ما تُضاف له توابل مثل الفلفل الأحمر أو "الحرور". يُقدَّم في صحن خشبي كبير يُسمى "قصعة". ويُعرف هذا الطبق أيضًا باسم «رفيس بوصلوع».[َAr 9]
- الرفيس بالأعشاب: كما يوحي اسمه، يُحضَّر باستخدام مجموعة متنوعة من الأعشاب مثل الفليو أو الزعتر البري. تُحضَّر الكسرة بزيت الزيتون وتُطهى على الطاجين مع الأعشاب، ثم تُطحن وتُقدَّم في طبق، تُرش عليه زيت الزيتون ويُزين بالسكر الناعم.
- الرفيس التلمساني: أصله من تلمسان، يُحضَّر من خبز "المبسس" المطبوخ على الطاجين، ويُطحن ثم يُطهى في قدر مع خليط من الحليب والعسل والزبدة وماء الزهر، حتى تمتصه العجينة تمامًا. وعلى عكس باقي أنواع الرفيس، له قوام يشبه التمينة. يُقدَّم مع العسل ويُزين بالمكسرات.
- الرفيس بالفتات: يختلف هذا النوع إذ يُحضَّر من عجينة رقيقة تُسمى "الفتات"، وتُحضَّر بطريقة شبيهة بالمسمّن. تُطهى أوراق الفتات على البخار ثم تُسقى بالعسل والزبدة المذابة، أو يُرشّ عليها السكر الناعم فقط، مع إضافة المكسرات والزبيب.